# Handelsschule
Eine Handelsschule oder Kaufmännische Schule ist eine berufsbildende Schulform für kaufmännische Berufe (Handelsgewerbe), wobei sich die in Deutschland und Österreich als Handelsschule bezeichneten Ausbildungen sehr stark unterscheiden.

## Deutschland
Die erste deutsche Handelsschule („Kaufmannsschule“) wurde im Jahre 1767 (laut anderer Quelle 1768) in Hamburg als „Handelsakademie“ für eine „gründliche Vorbereitung der kaufmännischen Jugend“ gegründet. Im Jahr 1818 gründete Ernst-Wilhelm Arnoldi, Versicherungskaufmann und „Vater des deutschen Versicherungswesens“ eine Handelsschule in Gotha.
Die Handelsschule ist eine weiterführende Berufsfachschule, die in zwei Jahren oder auch in einem Jahr absolviert werden kann. Diese führt zur mittleren Reife oder aber auch zum erweiterten Sekundarabschluss I. Die Handelsschule dient dazu, auf kaufmännische oder verwaltende Berufe vorzubereiten. Neben den allgemein bildenden Fächern werden auch berufsbezogene Fächer wie Beschaffung/Produktion/Absatz (BWL), Rechnungswesen/Finanzierung/Controlling, Volkswirtschaftslehre, Textverarbeitung und Informatik unterrichtet. Die Bezeichnung der Schulfächer sowie deren Lehrinhalte sind in den einzelnen Bundesländern teilweise sehr unterschiedlich. Meistens werden die Fächer jedoch als Lernfelder bezeichnet, die durchnummeriert sind. Für die Aufnahme in eine Handelsschule wird der Realschul- bzw. der Hauptschulabschluss benötigt (je nachdem ob man die einjährige bzw. zweijährige Handelsschule besuchen möchte). Je nach Bundesland kann auch ein bestimmter Notendurchschnitt erforderlich sein.
Der deutschen Handelsschule nachgelagert ist die Höhere Handelsschule.

## Österreich (HAS/BHAS)
Die österreichische Handelsschule (Abkürzung HAS, sprich [ˈhaʃ]) ist eine berufsbildende mittlere Schule (BMS), deren Schwerpunkt in Wirtschaftsfächern liegt. Die staatlichen Handelsschulen, die Schulen des Bundes sind, sind heute üblicherweise jeweils an eine Handelsakademie (HAK) angeschlossen und organisatorisch und räumlich mit dieser vereinigt (daher auch üblicherweise die Abkürzung BHAK/BHAS für Bundeshandelsakademie/Bundeshandelsschule).
Die Ausbildung für die im Allgemeinen 14- bis 17-jährigen Schüler (es gibt jedoch auch eine Form als berufsbegleitende Abendschule für Erwachsene) dauert drei Jahre und schließt mit einer Abschlussprüfung ab (sowohl schriftliche als auch mündliche Prüfungen). Weiters ist zum Abschluss die Anfertigung und Präsentation einer Projektarbeit notwendig (Das kann eine Gruppen- oder Einzelarbeit sein. Es kann vorkommen, dass eine anfängliche Gruppen- zu einer Einzelarbeit wird, wenn die anderen Gruppenmitglieder vor dem Abschluss aus der Schule ausscheiden. Die Benotung wird in der Regel der Gruppengröße angepasst.) Der Abschluss berechtigt zur Ausübung aller kaufmännischen Berufe und ersetzt die Unternehmerprüfung (eine Gewerbeberechtigung).
Die Handelsschule (HAS), die mit einem Abschlussprüfungszeugnis nach 3-jährigem Schulbesuch abschließt, vermittelt in integrierter Form umfassende Allgemeinbildung und kaufmännische Bildung. Eine betriebswirtschaftlich-berufsbezogene Differenzierung erfolgt durch den Fachbereich „Office Management“, der in der 2. und 3. Klasse unterrichtet wird und eine vertiefende Spezialisierung anbietet.

### Lehrplan
An der HAS unterrichtete Fächer: Deutsch, Englisch einschließlich Wirtschaftssprache, Geschichte (Wirtschafts- und Sozialgeschichte), Geographie (Wirtschaftsgeographie), Biologie Ökologie und Warenlehre, Betriebswirtschaft, Persönlichkeitsbildung und soziale Kompetenz, Businesstraining Projekt- und Qualitätsmanagement Übungsfirma und Case Studies, Rechnungswesen und Controlling, Wirtschaftsinformatik, Informations- und Officemanagement (beinhaltet z. B. Textverarbeitung – ÖSTV-Prüfung möglich, Zehnfingersystem), Politische Bildung und Recht, Volkswirtschaft, Projektmanagement einschließlich Projektarbeit, Religion bzw. Ethik, Ausbildungsschwerpunkt (wird von der Schule gewählt, z. B. Unternehmensführung, Entrepreneurship). Zudem können auch Freigegenstände belegt werden (oft Sprachen wie Französisch einschließlich Wirtschaftssprache, Spanisch einschließlich Wirtschaftssprache, Italienisch einschließlich Wirtschaftssprache, Latein, Russisch, Tschechisch, Internet & Multimedia, SAP, ICDL, Peer-Mediation, Pferdewirtschaft, Wissenschaftliches Arbeiten, Sport, Netzwerktechnik, Webdesign für Anfänger, Digitale Fotografie und Bildbearbeitung).